# Muzeum Il-Ħaġar w Victorii
Muzeum Il-Ħaġar, znane również jako Heart of Gozo, jest pierwszą placówką na Malcie, zbudowaną i zaprojektowaną od początku do celów muzealnych. Jest owocem współpracy Fondazzjoni Belt Victoria, bazyliki św. Jerzego oraz Unii Europejskiej, przy wsparciu rządu maltańskiego oraz hojności darczyńców prywatnych i instytucjonalnych. Pomysłodawcą, motorem i aktualnym kustoszem placówki jest ks. dr Ġiużeppe Farrugia, emerytowany archiprezbiter bazyliki(s.72). Muzeum i Centrum Kultury zostało oficjalnie otwarte 23 lutego 2013 przez ówczesnego premiera Lawrence Gonziego.
Muzeum i Centrum Kultury Heart of Gozo znajduje się w samym sercu Victorii, głównego miasta wyspy Gozo. Stara się ono przedstawiać odwiedzającym gozitańskie dziedzictwo kultury chrześcijańskiej, tworzące tę wyspiarską społeczność. Il-Ħaġar opowiada historię tej wyspy przez jej mieszkańców: ich wierzenia, umiejętności i wytwory ich rąk.

Eksponaty rozmieszczone są na czterech poziomach budynku. Sale wystawowe, pokoje audiowizualne oraz punkty interaktywne pomagają odwiedzającym muzeum wczuć się w podstawowy wymiar dawnej i współczesnej historii wyspy(s.72). Wśród eksponatów można znaleźć różne przedmioty liturgiczne, przedmioty historyczne i dokumenty, oraz wyjątkową darowiznę kompozytora prof. Josepha Velli (1942-2018), na którą składa się cały jego dorobek obejmujący ponad 60 lat: oryginalne sklasyfikowane dzieła (156 utworów), oprócz licznych innych prac niesklasyfikowanych. Archiwum muzyczne Josepha Velli zawiera także szkice, płyty CD, pamiątki i krytyczne materiały historyczne.

Oprócz stałej kolekcji w muzeum znajdują również miejsce różne wystawy czasowe, wykłady publiczne i zajęcia edukacyjne (zwłaszcza dla dzieci). Z dostępnego dla zwiedzających tarasu na dachu roztaczają się spektakularne widoki na bazylikę św. Jerzego, Castello z panoramą Victorii oraz wiejski krajobraz Gozo(s.74).
Il-Ħaġar otwarte jest codziennie w godzinach 9–17. Jest w pełni klimatyzowane, dostępne dla osób niepełnosprawnych, oraz prowadzi obsługę grup zorganizowanych (na zamówienie). Obsługiwane jest przez wolontariuszy. Za wstęp do muzeum wnosi się niewielką opłatę, mile widziane są dodatkowe wolne datki(s.78).  